# Clypeoseptoria rockii
Clypeoseptoria rockii är en svampart som beskrevs av F. Stevens & P.A. Young 1925. Clypeoseptoria rockii ingår i släktet Clypeoseptoria, divisionen sporsäcksvampar och riket svampar.   Inga underarter finns listade i Catalogue of Life.